# В собственном теле
В собственном теле (исп. En carne propia) — мексиканская 185-серийная мелодрама с элементами детектива, драмы и триллера 1990 года производства Televisa.

## Сюжет
Леонардо Риванденейра — частный детектив, к который пришла клиентка Магдалена Дюмон и начала рассказывать страшные истории из жизни. Несколько лет тому назад её дочь Эстефания была похищена неизвестными, бандиты потребовали у неё и мужа выкуп за дочь, муж Октавио Муриель привёз выкуп в то место, где бандиты удерживали дочь. Получив требуемую сумму они Эстефанию не отпустили, а отправились к вертолёту, где заложницу поджидал кровавый гангстер, во время перелёта вертолёт взорвался в воздухе, кровавый гангстер, бандиты, а также Эстефания сгорели заживо в вертолёте. Убитая горем мать Эстефании, Магдалена стала злоупотреблять алкоголем.

## Создатели телесериала

### В ролях
- Гонсало Вега - Октавио Муриэль
- Эдит Гонсалес - Эстефания Рафаэла Муриэль Думонт/Наталия де Хесус Ортега/Мария Рафаэла Серрет Думонт
- Эдуардо Яньес - Леонардо Риваденейра
- Анхелика Арагон - Магдалена Думонт де Муриэль
- Рауль Мерас - Дон Альфонсо Думонт
- Хуан Пелаэс - Херонимо Серрано
- Мариана Леви - Дульсе Оливия Серрано
- Марта Рот - Леда Думонт
- Себастьян Лигарде - Абигаиль Хименес
- Сесилия Тоуссайнт - Лаура Гамес
- Норма Ласарено - Гертрудис де Серрано
- Клаудио Баэс - Падро Херардо Серрет
- Ана Берта Лепе
- Мигель Гарса - "Алехандро"
- Патрисия Рейес Спиндола - Тота де Ортега
- Алехандро Томмаси - Алексис Ортега Альбино
- Сусана Алехандер - Матушка Каролина Джонес
- Лилиана Веймер - Кораль Лабрада
- Оскар Нарваес - Агустин Гусман
- Марта Аура - Анхела
- Фернандо Рубио - Ханс
- Майя Рамос - Хулия
- Фернандо Амайя - доктор Рейес
- Ной Мурайяма - командир Эусебио Обрегон
- Мануэль Лопес Очоа - командир Пачеко
- Алексис Айялла - Алехандро Тамарис
- Иран Йори - Сусанна Тамарис
- Вероника Теран - Астрид
- Карлос Агуилла - доктор Мурриета
- Хосе Карлос Инфанте - Энрике
- Лурдес Канале - Аурора
- Себастьян Росас - Абель
- Хоана Брито- Анабель
- Адриан Табоада - Мансано
- Марифер Мало - Эстефания Муриель (в детстве)
- Артуро Романо Ороско - Альфонсо Думонт (в ранней молодости)
- Эрика Карлсон - Дженнифер
- Иван Бонилья - Трансас
- Тиаре Сканда - Пингвин
- Эктор Парра - Адриан
- Лусия Паильес - Хоакина
- Альберто Пердомо - Хорхе
- Луис Давид - Хоакин
- Эктор Дупуи - Франклин
- Исмаэль Аскуе - Сепета
- Хосе Авила - водитель
- Рафаэль Инклан
- Юла Посо
- Соледад Руис - Сесилия
- Рикардо Лесама - Гумаро
- Хулия Альфонсо - Акакия
- Карлос Маганья
- Велия Вегар
- Хосе Луис Кароль
- Рубен Кальдерон
- Хосе Мария Негри
- Жаннетт Кандиани
- Хосе Альворадо
- Гильермо Ореа
- Роберто Вандер
- Лурдес Вильярреаль - Реина
- Давид Армента - Чачито
- Даниэль Абундис
- Хавьер Эрранс - Хулио
- Адриан Гомес
- Дарио Пие
- Жаде Руби Мартинес

### Административная группа
- оригинальный текст с адаптацией: Карлос Ольмос
- ассистент сценариста: Энрике Серна
- музыкальная тема заставки: En carne propia
- композитор: Педро Пласкенсия Салинас
- художник-постановщик: Хуан Родригес
- художник по костюмам: Алехандро Кастелум
- художники по декорациям: Хуан Родригес, Рафаэль Брисуэла
- редактор: Карлос Санчес Росс
- начальник места проживания актёров: Клементина Моралес
- начальник производства: Пабло Мартинес
- координатор производства: Марта Перес Вальдес
- менеджер по производству: Лусеро Суарес
- начальники места съёмок: Соледад Руис, Эктор Дупуи
- оператор-постановщик: Карлос Санчес Суньига
- ассистент режиссёра-постановщика: Маурисио Малфавон
- режиссёр-постановщик и продюсер: Карлос Тельес

## Награды и премии

### ACE (5 из 5)
| Номинация                   | Персона           | Результат |
| --------------------------- | ----------------- | --------- |
| Лучшая режиссура            | Карлос Тельес     | Победа    |
| Лучший актёр                | Гонсало Вега      | Победа    |
| Лучшее мужское откровение   | Себастьян Лигарде | Победа    |
| Лучший режиссёр-постановщик | Карлос Тельес     | Победа    |
| Лучшая теленовелла          | Карлос Ольмос     | Победа    |

### TVyNovelas(1 из 1)
| Номинация     | Персона      | Результат |
| ------------- | ------------ | --------- |
| Лучший злодей | Гонсало Вега | Победа    |